# Rice Lake, Wisconsin
Rice Lake là một thành phố thuộc quận Barron, tiểu bang Wisconsin, Hoa Kỳ. Năm 2000, dân số của thành phố này là 8312 người.